# Юніон-Стар (Міссурі)
Юніон-Стар (англ. Union Star) — місто (англ. city) в США, в окрузі Декальб штату Міссурі. Населення — 380 осіб (2020).

## Географія
Юніон-Стар розташований за координатами 39°58′46″ пн. ш. 94°35′54″ зх. д. / 39.97944° пн. ш. 94.59833° зх. д. (39.979417, -94.598246).  За даними Бюро перепису населення США в 2010 році місто мало площу 0,68 км², з яких 0,68 км² — суходіл та 0,00 км² — водойми.

## Демографія
Згідно з переписом 2010 року, у місті мешкало 437 осіб у 175 домогосподарствах у складі 123 родин. Густота населення становила 644 особи/км².  Було 203 помешкання (299/км²).
Расовий склад населення:
| - 98,2 % — білих - 0,2 % — азіатів |

До двох чи більше рас належало 1,6 %. Частка іспаномовних становила 0,2 % від усіх жителів.
За віковим діапазоном населення розподілялося таким чином: 25,9 % — особи молодші 18 років, 57,4 % — особи у віці 18—64 років, 16,7 % — особи у віці 65 років та старші. Медіана віку мешканця становила 37,6 року. На 100 осіб жіночої статі у місті припадало 111,1 чоловіків;  на 100 жінок у віці від 18 років та старших — 94,0 чоловіків також старших 18 років.
Середній дохід на одне домашнє господарство  становив 45 395 доларів США (медіана — 34 688), а середній дохід на одну сім'ю — 53 973 долари (медіана — 51 250). Медіана доходів становила 41 250 доларів для чоловіків та 30 625 доларів для жінок. За межею бідності перебувало 14,6 % осіб, у тому числі 20,0 % дітей у віці до 18 років та 15,7 % осіб у віці 65 років та старших.
Цивільне працевлаштоване населення становило 147 осіб. Основні галузі зайнятості: освіта, охорона здоров'я та соціальна допомога — 25,9 %, виробництво — 23,1 %, будівництво — 9,5 %, роздрібна торгівля — 6,1 %.